# Percichthyidae

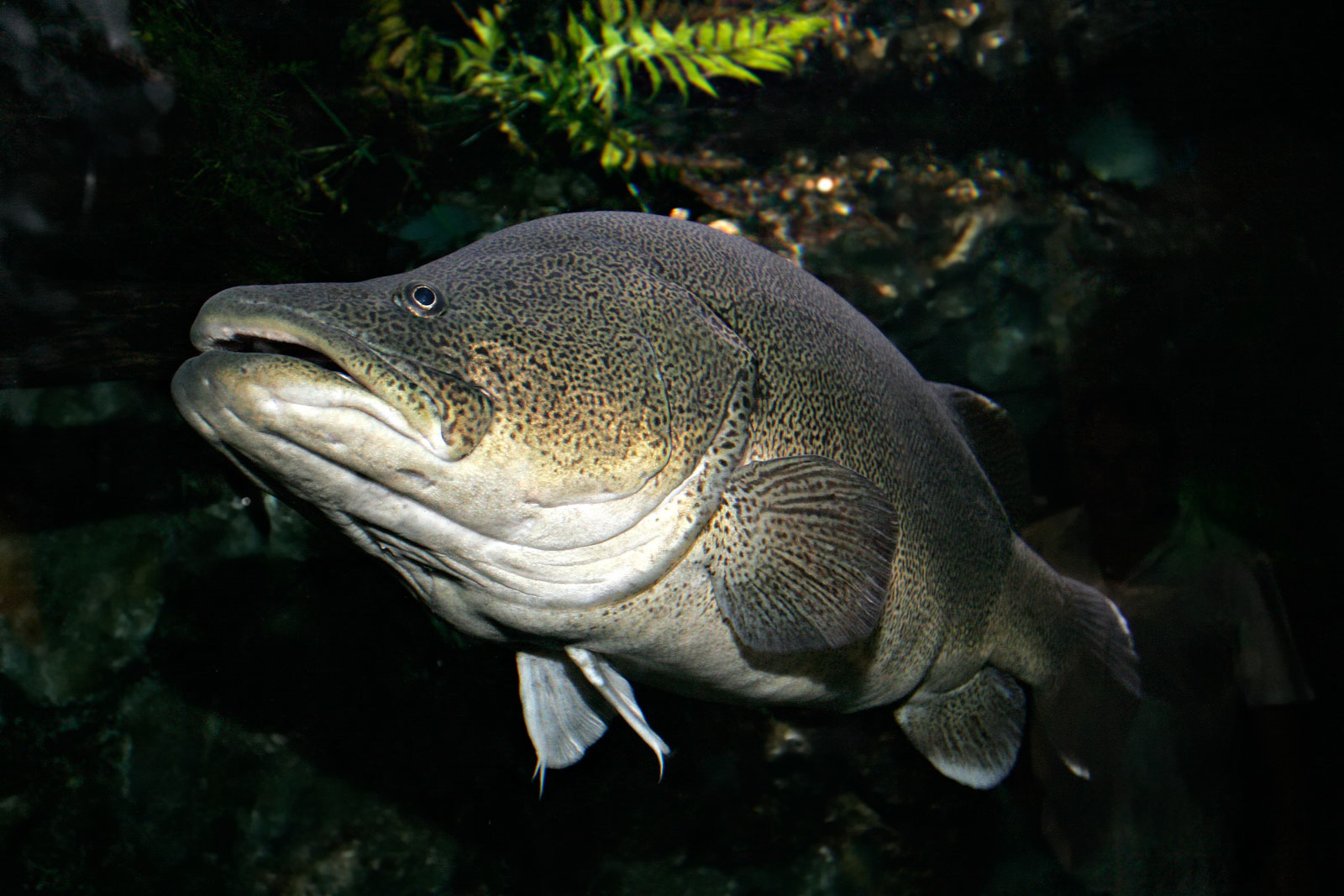
Cá tuyết Murray (Maccullochella peelii)

Percichthyidae là một họ cá trong bộ Cá vược. Tên gọi của chúng bắt nguồn từ tiếng Hy Lạp, perca chỉ về "cá rô" và ichthyos nghĩa là "cá".
Gần 40 loài hiện được công nhận, xếp vào 10 chi. Đa số là cá nước ngọt. Chúng chủ yếu sống tại Úc, nhưng cũng có mặt tại miền nam Nam Mỹ (Percichthys) và miền đông châu Á (Coreoperca và Siniperca).

## Các chi
- Bostockia
- Coreoperca
- Gadopsis
- Guyu
- Maccullochella
- Macquaria
- Nannatherina
- Nannoperca
- Percichthys
- Percalates
- Siniperca